# Epitheronia fidentia
Epitheronia fidentia là một loài tò vò trong họ Ichneumonidae.